# Kim B. Clark

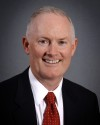
Kim B. Clark

Kim Bryce Clark (* 20. März 1949 in Salt Lake City) ist seit 2005 Präsident der Brigham Young University-Idaho. Vor dieser Ernennung war Clark Dekan der Harvard Business School (1995–2005).
Ende der 1960er Jahre diente er der Kirche Jesu Christi der Heiligen der Letzten Tage als Missionar in Deutschland.